# Great North Eastern Railway

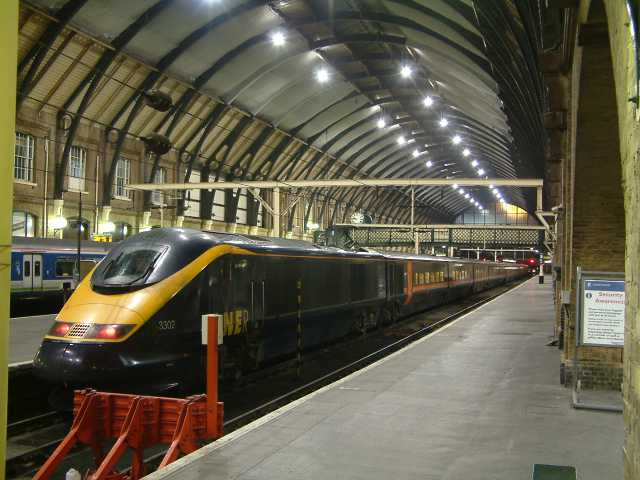
Une rame GNER « White Rose » en gare de King's Cross

Great North Eastern Railway (GNER) fut une entreprise ferroviaire britannique, filiale de Sea Containers, qui exploita principalement l'axe de l'East Coast Main Line où elle fit circuler des trains à grande vitesse.

## Particularités
La plupart des trains de GNER circulent entre la Gare de King's Cross à Londres, Leeds et Édimbourg. À partir de Leeds, certains trains desservent Bradford, Skipton et Harrogate. Au-delà d'Édimbourg, certains services continuent vers Glasgow, Inverness et Aberdeen. Une fréquence quotidienne dessert également Kingston-upon-Hull. D'autres villes sont également desservies dont Peterborough, Doncaster, York, Darlington, Durham, Newcastle upon Tyne, Berwick-upon-Tweed et Dundee.
À l'origine, GNER s'était vu attribuer une concession de sept ans à partir d'avril 1996, prolongée ensuite de deux ans jusqu'en 2005. Cette franchise est désormais prolongée jusqu'en 2015. Cet accord a été obtenu en contrepartie d'une augmentation des versements dus par GNER à l'État de 130 millions de livres par an, équivalent à un quadruplement du montant précédent. En conséquence, GNER a annoncé des mesures de gestion, dont l'augmentation des tarifs et des suppressions d'emplois. Malheureusement, sa maison mère, Sea Containers ayant fait faillite, le contrat de concession prit fin le 9 décembre 2007, GNER ne pouvant plus assurer ses engagements financier. Les services de train sur la ECML sont depuis 2008 assurés par National Express East Coast, filiale du groupe National Express Group.
Le sigle GNER a très probablement été choisi en référence à l'ancienne LNER, la compagnie qui exploitait la ligne avant la formation des British Railways.
Le parc de matériel roulant de GNER comprend des rames électriques InterCity 225 et des rames diesel à grande vitesse IC125. Jusqu'en décembre 2005, ce parc fut renforcé par trois rames louées à Eurostar, dont deux reçurent la livrée GNER, mises en service sur le "White Rose" entre Londres et Leeds. Toutefois, ces rames ont depuis été restituées à Eurostar.
GNER fut la seconde entreprise ferroviaire britannique à permettre de fumer dans des zones désignées à bord des trains, avant de l'interdire totalement le 29 août 2005. First ScotRail à cette date autorisait encore de fumer dans des aires limitées, puis l'interdit totalement, en avance sur l'échéance du 26 mars 2006, date à partir de laquelle est entrée en vigueur l'interdiction générale de fumer dans tous les lieux publics en Écosse.